# Зелената цитадела на Магдебург
Зелената цитадела в Магдебург е сграда, чийто проект е на Фриденсрайх Хундертвасер и е построена в Магдебург (Германия) през 2005 г. Тя представлява последният проект, по който Хундертвасер работи преди смъртта си. Сградата се намира в централната част на града, непосредствено до площада пред катедралата и парламента на провинцията. Сградата предизвиква спорове от началото на строителството си. Цената е около 27 милиона евро, което също е предмет на дискусии.

## История
В миналото на мястото е съществувала църква на името на свети Николай (на немски: Sankt-Nikolai-Kirche (Magdeburg)). По-късно през годините тя е използвана за други цели като например склад за муниции и музей на националсоциализма. През Втората световна война е почти изцяло разрушена от бомбардировките и остават само няколко стени. След това на мястото на разрушената сграда в по-близкото минало се построява панелна сграда с типичното за ГДР жилищно строителство. Първоначалната идея е Хундертвасер да превърне съществуващата сграда в предмет на архитектурното изскуство, както е правил и преди това. По-късно се взема решение да се построи изцяло нова сграда, което открива нови възможности пред изпълнителя.

## Използване
Полезната площ на сградата е 11 300 m². На партера се намират магазини, кафене и ресторант. В сградата има театър, хотел и детска градина. На горните етажи се намират 53 жилища и офиси и служебни помещения.

## Особености
- Зелената цитадела обхваща два вътрешни двора като в по-големия има фонтан.
- В сградата няма два прозореца с една и съща форма
- Името на сградата идва от засадения с трева покрив. Освен това има голям брой дървета върху, вътре и до сградата. Някои дървета са засадени върху покрива, а на други корените се намират във външните стени на жилищата. Тези „наематели“ се намират под опеката на съответните обитатели в сградата, които трябва да се грижат за тях.
- След завършването на строежа не трябва да се правят изменения по външната фасада, като с израстването на дърветата и избеляването на боята да се получава ефекта на естествено остаряване на сградата.
- Наемателите в сграда имат „право на прозорците“- едно право, формулирано от Хундертвасер още през 1958 г., с което се дава възможност на всеки наемател да промени фасадата около своя прозорец, докъдето стига ръката му и четката, за да може да покаже, че се различава от своите съседи.
- На различни места в сградата са вмъкнати инструменти, с които действително са работили майсторите по сградата.